# 中川清江
中川 清江（なかがわ きよえ、1951年6月14日 - ）は、日本の元競泳選手。大阪府出身。1968年メキシコシティーオリンピック日本代表。100m平泳ぎの元日本記録保持者。

## 経歴
浪速女子高校1年時の1967年日本選手権において100m平泳ぎ・200m平泳ぎで2冠を達成した。
メキシコシティーオリンピック代表選考会を兼ねた1968年日本選手権では100m平泳ぎで優勝し、日本代表に選出された。1968年メキシコシティーオリンピックでは100m平泳ぎで1分17秒0の日本新記録を樹立して、6位入賞を果たした。競泳女子日本代表が平泳ぎで入賞したのは1936年ベルリンオリンピックで金メダルを獲得した前畑秀子以来32年ぶりのことだった。

## 主な実績
- 1966年高校総体　100m平泳ぎ優勝[4]
- 1967年高校総体　100m平泳ぎ優勝[4]
- 1967年日本選手権　100m平泳ぎ優勝[1]　200m平泳ぎ優勝[2]
- 1968年日本選手権　100m平泳ぎ優勝[1]
- 1968年メキシコシティーオリンピック[3]　100m平泳ぎ6位　400mメドレーリレー予選敗退
- 1969年日本選手権　100m平泳ぎ優勝[1]　200m平泳ぎ優勝[2]